# Стена Реформации

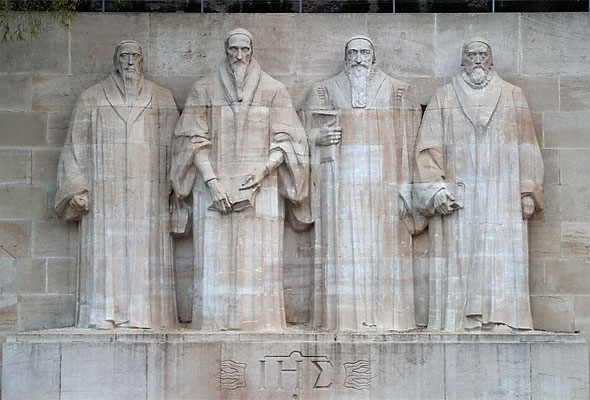
В центре Стены Реформации —
Гийом Фарель, Жан Кальвин, Теодор Беза и Джон Нокс.

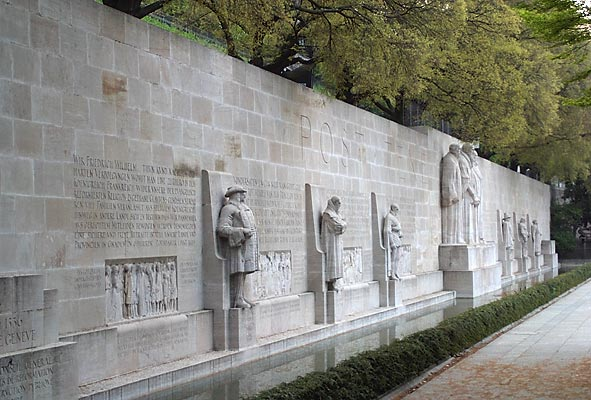
Длина Стены Реформации — 100 метров

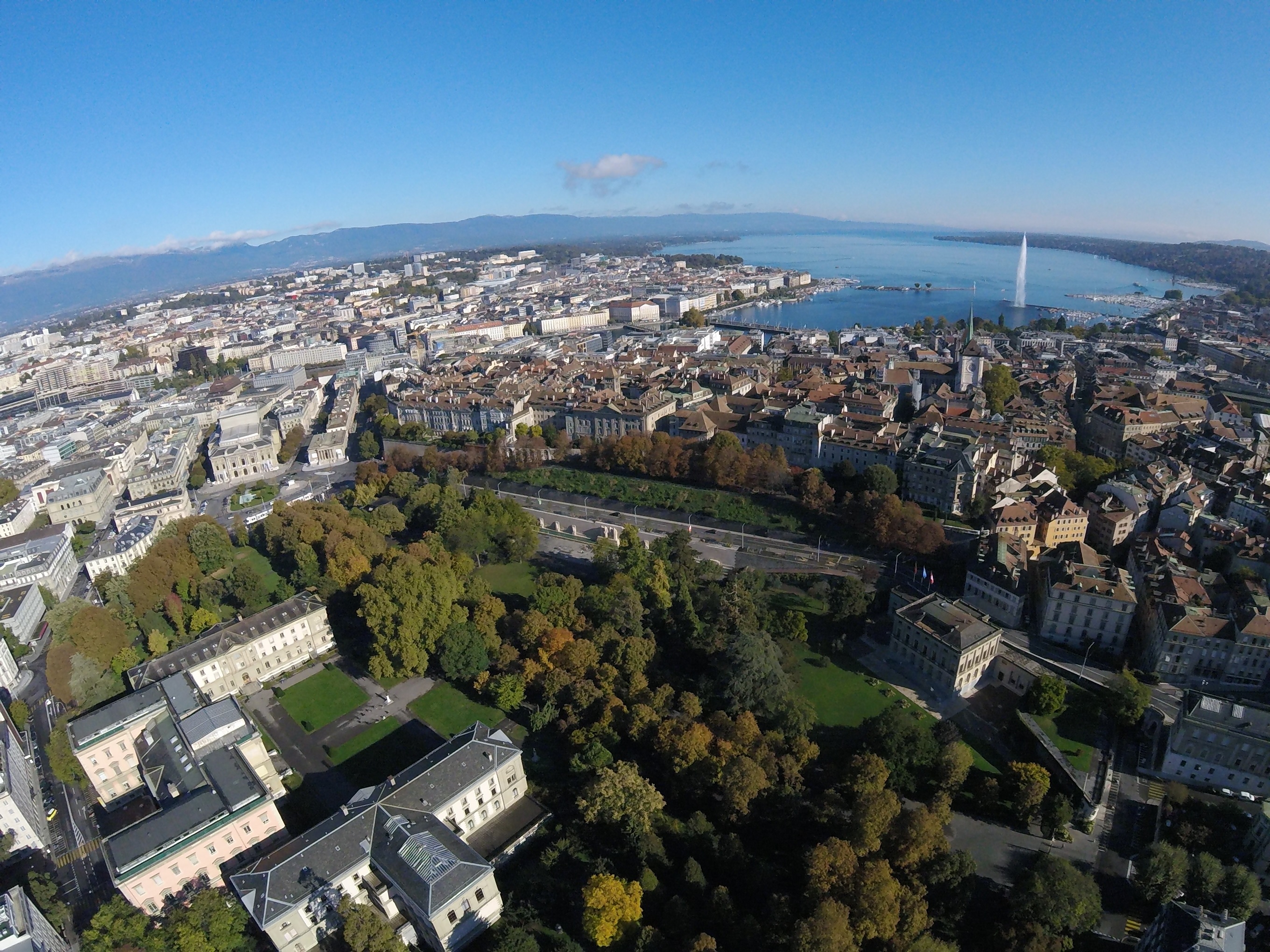
Стена Реформации, аэроснимок

Стена Реформации (фр. Monument international de la Réformation, Mur des Réformateurs; нем. Internationales Reformationsdenkmal; итал. Monumento internazionale alla Riforma, Muro dei Riformatori) — «мемориальная стена» (памятник в виде стены, украшенной статуями, барельефами и надписями), установленный в Женеве, Швейцария в честь основных действующих лиц и событий протестантской Реформации.

## История
Стена Реформации расположена на территории университета Женевы, основателем которого был Жан Кальвин.
В 1908 году был объявлен международный конкурс на создание памятника деятелям Реформации. Победителем стал проект швейцарских архитекторов Альфонса Лаверьера и Жана Тайлена. 
Стена-памятник была заложена в 1909 году в честь 400-летия со дня рождения Кальвина и 350-летия с даты основания университета, а открыта в октябре 1917 года.

## Описание
Длина стены 100 метров, на ней установлено 10 статуй, изображающих деятелей Реформации. В центре памятника расположены четыре пятиметровые статуи главных деятелей кальвинизма:
- Теодор Беза (1519—1605) — сподвижник и преемник Жана Кальвина.
- Жан Кальвин (1509—1564)
- Гийом Фарель (1489—1565) — сподвижник Кальвина.
- Джон Нокс (ок. 1513 — 1572) — Основатель пресвитерианской Церкви Шотландии.

Эти статуи были созданы двумя французскими скульпторами — Полем Ландовски и Анри Бушаром.
Слева от центра расположены трёхметровые статуи:
- Вильгельм I Оранский (1533—1584) — первый штатгальтер Нидерландов.
- Гаспар II де Колиньи (1519—1572) — лидер французских гугенотов, погибший в ходе Варфоломеевской ночи.
- Фридрих Вильгельм I Бранденбургский (1620—1688) — протестантский правитель, заложивший основы могущества будущей Пруссии.

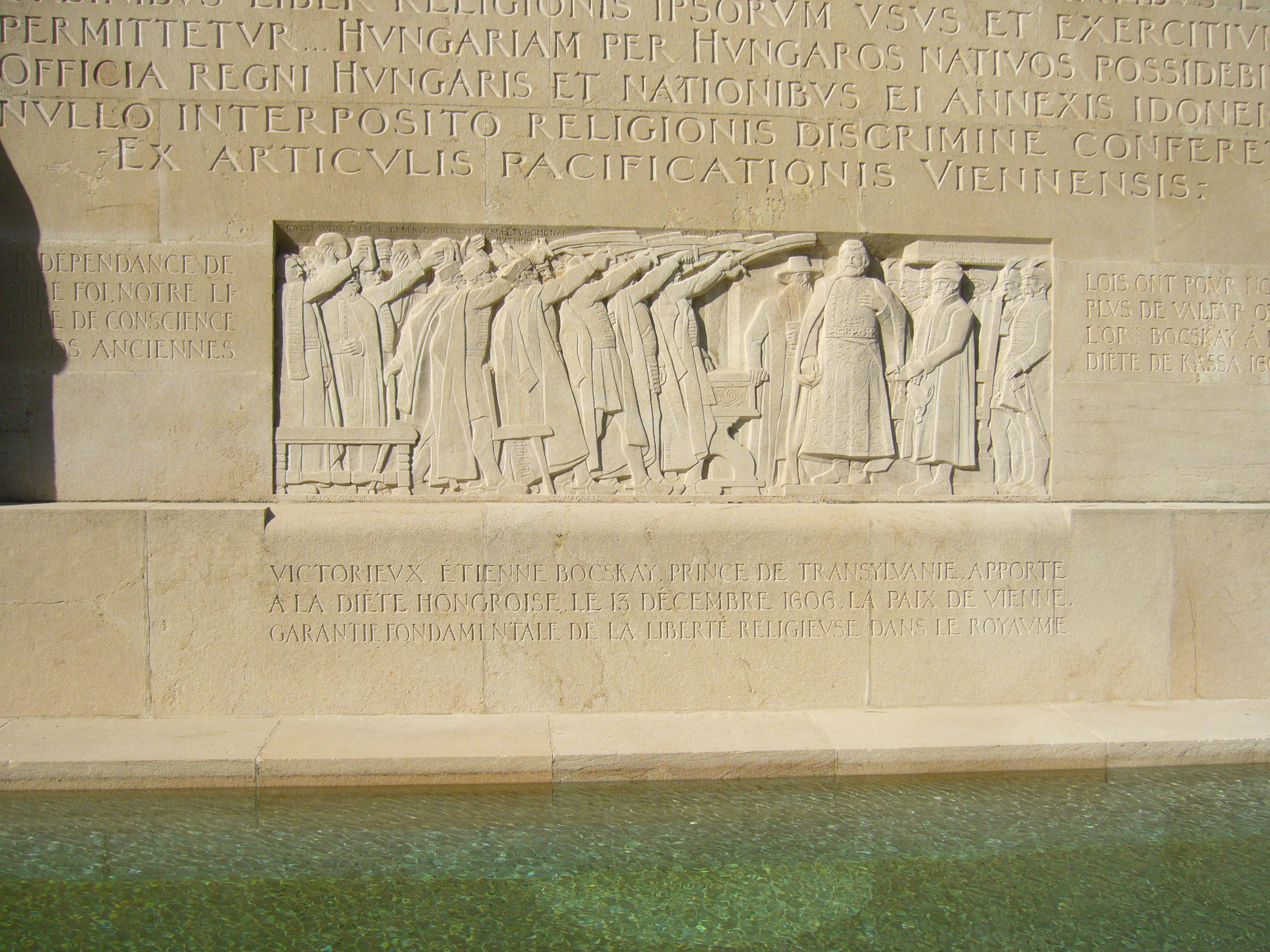
Восстание Иштвана Бочкаи. Один из барельефов Стены Реформации.

Справа от центра расположены трёхметровые статуи:
- Роджер Уильямс (1603—1684) — основатель колонии Род-Айленд (ныне штат США).
- Оливер Кромвель (1599 —1658) — лидер Английской революции.
- Иштван Бочкаи (1557—1606) — один из лидеров реформации в Венгрии и Трансильвании.

Также на стене имеются восемь барельефов, изображающих исторические события Реформации. 
Вдоль стены, по обе стороны от центральной группы статуй, выгравирован девиз Реформации и Женевы: Post Tenebras Lux (лат. После мрака свет). На постаменте центральной статуи выгравирована христограмма: ΙΗΣ.
По краям Стены расположены две стелы в память о Мартине Лютере и Ульрихе Цвингли.